# Haliplus latiusculus
Haliplus latiusculus is een keversoort uit de familie watertreders (Haliplidae). De wetenschappelijke naam van de soort is voor het eerst geldig gepubliceerd in 1985 door Nakane.